# Camille Fleury
 (janvier 2011).
Si vous disposez d'ouvrages ou d'articles de référence ou si vous connaissez des sites web de qualité traitant du thème abordé ici, merci de compléter l'article en donnant les références utiles à sa vérifiabilité et en les liant à la section « Notes et références ».
Pour les personnes ayant le même patronyme, voir Fleury.
Camille Fleury, né le 30 juin 1914 dans le 15e arrondissement de Paris et mort le 15 septembre 1984 dans le 7e arrondissement de Paris , est un peintre, sculpteur, vitrailliste et créateur de tapisserie français.

## Biographie
Camille Fleury naît le 30 juin 1914, dans le 15e arrondissement de Paris, de parents corréziens. Il poursuit ses études au lycée Voltaire, à l'Académie de la Grande chaumière puis à l’École nationale supérieure des arts décoratifs à Paris. Il travaille avec Raymond Legueult et obtient, en 1935, les diplômes en peinture décorative et décoration industrielle.
Il accomplit son service militaire au 6e Groupe autonome d'artillerie à Saint-Cloud (Hauts-de-Seine) et est chargé de la décoration de la caserne, prenant la suite du dessinateur Albert Dubout qui venait d’être libéré. Revenu à la vie civile en octobre 1937, il entame une série de stages techniques (céramique, vitrail, publicité, etc.).
Rappelé sous les drapeaux en 1939, il est fait prisonnier puis démobilisé en 1941 et crée le Centre d’apprentissage des arts et métiers, rue du Parc-Royal à Paris. L’année suivante il occupe un lieu abandonné, l’hôtel Salé au no 5 rue de Thorigny (actuel musée Picasso). L’école devient le Centre de formation professionnel des métiers d'art, puis l'École des métiers d'art.
En 1969, Camille Fleury prend la direction de l’École nationale supérieure des arts appliqués et des métiers d’art (née de la fusion de l’École des métiers d’art et de l’École des arts appliqués à l’industrie), rue Olivier-de-Serres dans le 15e arrondissement. Il prend sa retraite en qualité de proviseur, professeur certifié en 1979.
Camille Fleury est vice-président de la Société Nationale des Beaux arts pendant plus de 10 ans, de 1966 à 1980.
Il meurt le 15 septembre 1984 dans le 7e arrondissement de Paris.

## Peinture
À partir de 1952, Camille Fleury se met à peindre d’une manière suivie et devient sociétaire du Salon d’automne, vice-président de la Société nationale des beaux-arts, membre de la commission consultative des beaux-arts de la ville de Paris et membre du comité des Terres latines. Autant son œuvre de peinture est figurative (le critique Chabanon le classait parmi les réalistes expressionnistes), autant son œuvre monumentale de sculpteur est abstraite.
Ses toiles sont présentes dans les collections de l’État et les musées, tant en France qu’à l’étranger.
Parmi les peintres professionnels, il avait quelques confrères proches, qu'il retrouvait régulièrement lors des réunions du comité de la Société nationale des beaux-arts, et notamment Louis Vuillermoz et Maurice Boitel, qui lui a fait découvrir le village espagnol de Cadaqués au début des années 1960.

## Récompenses et distinctions
Camille Fleury est commandeur dans l’ordre des Palmes académiques, officier dans l’ordre national du Mérite, chevalier dans l’ordre de la Légion d’honneur, chevalier dans l'ordre des arts et lettres, a reçu la médaille d'or de la ville de Paris, le prix Eugène Boudin, le laurier de Terres latines, la médaille de la Société des artistes de la Haute Corrèze.

## Collections publiques
- Affieux, église Saint-Pardoux : verrières
- Bretteville, église : verrières
- Cité de Carcassonne : tapisseries
- Cours-la-Ville, église : verrières
- Dourdan, Caisse des dépôts et consignations : tapisseries
- Garges-lès-Gonesse, collège d'enseignement secondaire : sculpture en cuivre
- Le Perreux, groupe scolaire Pierre-Brossolette : peintures murales
- Merlines, église : verrières
- Meyssac, collège : peintures murales
- Mortefontaine, église Notre-Dame-de-Toutes-les-Grâces : verrières
- Nantes, église Sainte-Madeleine : verrières
- Paris, tribunal de la Chambre de commerce : tapisseries
- Périgueux, chapelle du centre hospitalier Dujarric De La Rivière :
  - Verrières
  - Décorations murales, peinture, céramique, laque de polyuréthane
- Périgueux, hall de Centre EDF : verrières
- Périgueux, collège : peintures murales
- Pont-Audemer, collège : peintures murales
- Roissy-en-Brie, collège d'enseignement secondaire : sculpture en cuivre
- Saint-Nazaire, église Saint-Gohard : verrières
- Saint-Ouen-l’Aumône, collège d'enseignement secondaire : sculpture en cuivre
- Sainte-Fortunade, institut médico-pédagogique : peintures murales
- Savigny-sur-Orge, collège : peintures murales
- Seilhac école : peintures murales
- Soudeilles, église : verrières
- Tournemire, église : verrières
- Treignac, église Saint-Martin : verrières

## Affiches
Camille Fleury a également réalisé des affiches de cinéma, des bijoux fantaisie, des illustrations pour livres et revues ...